# Zatar (Gewürzmischung)

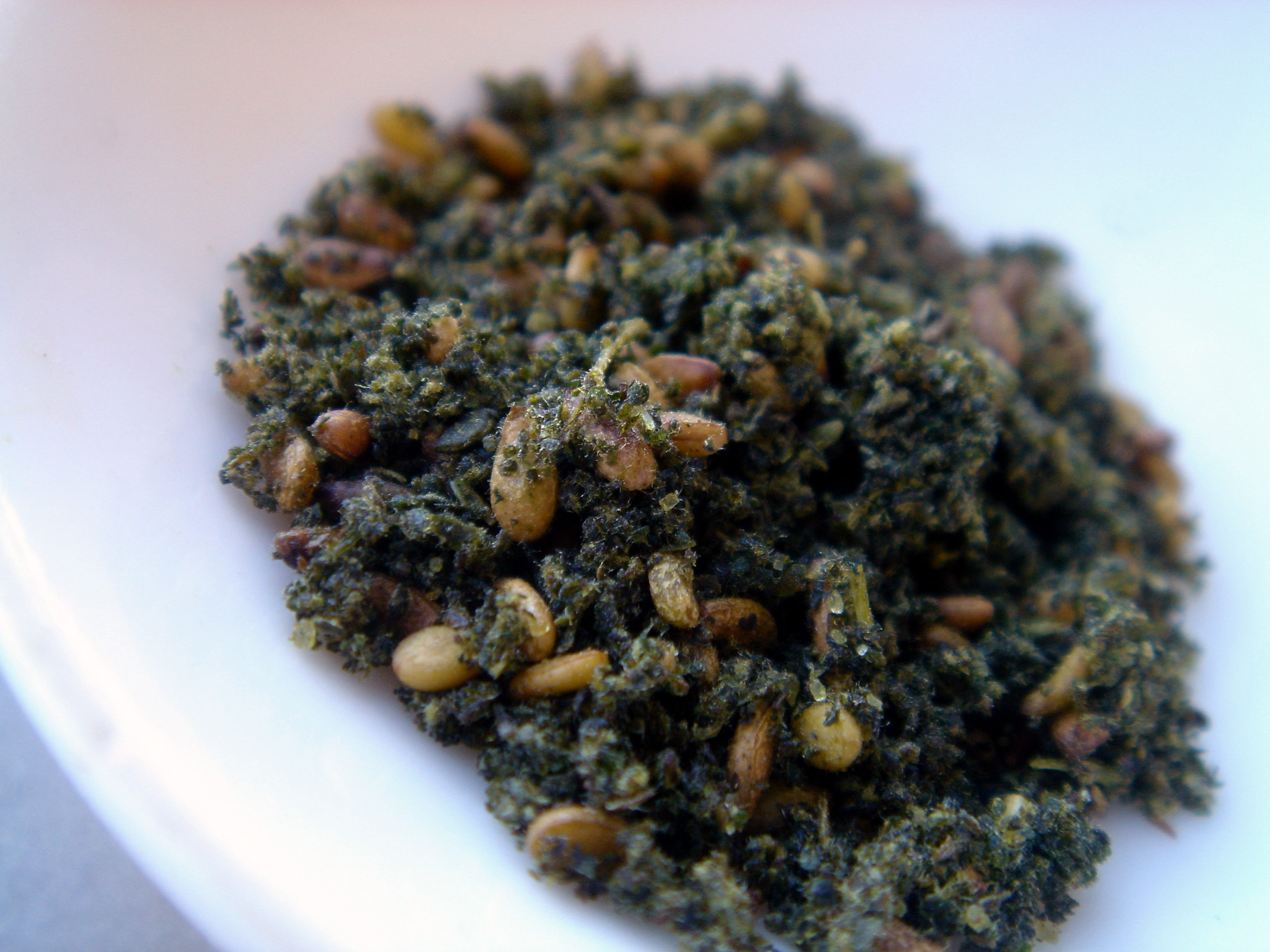
Zatar-Mischung

Zatar (arabisch زعتر, DMG zaʿtar ‚Thymian‘, auch Za'tar, Za'atar, Zahtar oder Satar) bezeichnet eine Gewürzmischung aus Nordafrika und Vorderasien. Sie ist Bestandteil der nordafrikanischen und der arabischen Küche.

## Zusammensetzung

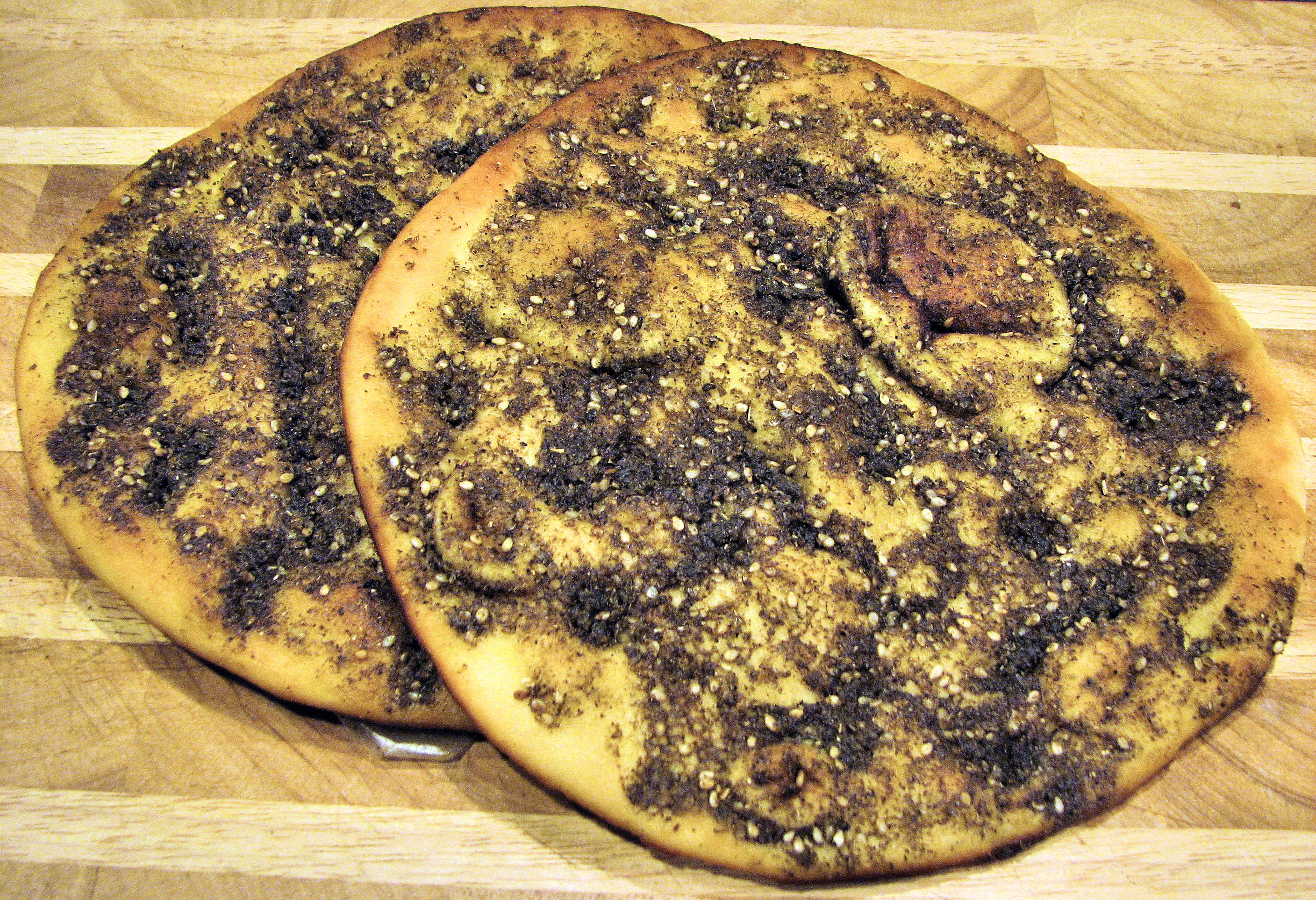
Zatar auf Fladenbrot

Zatar ist der arabische Name für den wilden Thymian, der als Hauptzutat Verwendung findet. Dabei werden die getrockneten Blätter des Syrischen Ysop (Origanum syriacum, Syn.: Majorana syriaca; auch Biblischer Ysop genannt.) und/oder des Kopfigen Thymian (Thymbra capitata) genutzt, die geschmacklich an Oregano erinnern.
Das Grundrezept der Gewürzmischung hat als Bestandteile den benannten Zatar, Sumach, geröstete Sesamsamen und Salz. Je nach Zubereitung können weitere Zutaten ergänzt werden, im Aleppo Thymian aus Syrien und dem Libanon werden etwa weitere Gewürze wie Koriander, Anis und Fenchel sowie Sonnenblumenkerne und Nüsse ergänzt.
Traditionell wird Zatar mit Olivenöl gemischt und vor dem Backen auf ein Fladenbrot gestrichen. Man verwendet die Mischung aber auch für Fleisch und als Dip für Brot und andere Lebensmittel.